# Нейдхарт фон Ройенталь
Не́йдхарт фон Ро́йенталь (нем. Neidhart von Reuental, Nîthart von Riuwental и др. формы; около 1180 — после 1237) — средневековый немецкий поэт и музыкант, миннезингер.

## Биография
По всей вероятности, Нейдхарт происходил из рыцарского сословия. Родился в Баварии около 1180 г. Период его расцвета как поэта и музыканта приходится на 1210 – 1236 гг. Основные детали биографии Нейдхарта, а также имена его покровителей реконструированы на основании сочинённых им песен. Например, в одной из песен Нейдхарт описывает вторжение императора Фридриха II в Вену для усмирения опального (одноимённого) австрийского герцога Фридриха II Воителя (при дворе которого Нейдхарт работал), что даёт возможность точно датировать песню 1237 годом.
В средневековых рукописях имя миннезингера писалось как "Nithart", "Her Nithart", "(Her) Neithart","Nythardus". Немецкие поэты XV в. писали как Nithart и Neidhart. Это имя многие исследователи считают прозвищем или псевдонимом, который переводят и толкуют по-разному (в зависимости от написания). В некоторых стихотворениях Нейдхарта встречается фраза der von Reuental («тот, что из Ройенталя»), однако, географической местности Ройенталь не существует. Исследователи склоняются к тому, что von Reuental нужно трактовать как устойчивую поэтическую метафору («из долины слёз / скорби»), своего рода, меланхолическую «подпись» поэта.

## Творчество

Песня Sinc eyn gulden hoen Нейдхарта в оригинальной записи. Франкфуртский фрагмент, ок. 1300

С именем Нейдхарта сохранились 132 стихотворения, 55 из которых нотированы. Из 55 стихов с нотами издатель поэтического наследия Нейдхарта М.Хаупт поставил под сомнение 38, поскольку они не засвидетельствованы в рукописях ранее 1400 года; таким образом, аутентичными текстами, сохранившимися с музыкой, ныне считаются только 17. Так называемый Франкфуртский фрагмент (Stadt- und Universitätsbibliothek Frankfurt/Main, Ms. germ. oct. 18, ок. 1300) с пятью песнями Нейдхарта, зафиксированными в готической нотации (см. иллюстрацию), является древнейшим памятником музыки миннезингеров.
Темы его песен, которые немецкие филологи по традиции, восходящей ещё к XIX веку, условно делят на «летние» (например, Sinc eyn gulden hoen [«Пой, золотой петушок»] и Wilekome eyn somerweter suze [«Здравствуй, лето красное!»]) и «зимние» (например, Sumer unde winder [«Лето и зима»] и Ich claghe de blomen [«Я горюю о цветах»]), чрезвычайно отличаются от стандартной для других миннезингеров куртуазной лирики. Типовой поэтический стиль Нейдхарта Карл Лахман обозначал парадоксальным термином «придворная деревенская поэзия» (нем. höfische Dorfpoesie), для которой характерно сатирическое изображение деревенской жизни глазами благородного рыцаря. Оставаясь в рамках «пасторально-развлекательного» стилевого шаблона, Нейдхарт зачастую закладывает в свои песни драматический, а иногда и остро социальный, подтекст. Так, в оформленной как типичная зимняя песня Ich claghe de blomen рыцарь жалуется на бедность и обращается к сюзерену с просьбой об освобождении его от непомерных налогов. В летней песне Ez gruonet wol diu heide («Уж зеленеет луг»; музыка не сохранилась) автор фактически выступает против Крестовых походов: рыцарь опасается никогда более не увидеть родину ("den lieben tac lâze uns got geleben, daz wir hin heim ze lande strîchen!"). Вместо того чтобы воевать за границей, рассуждает он, благоразумней было бы остаться дома ("Er dünket mich ein narre, swer disen ougest hie bestât"), и т.п.
Позднейших анонимных имитаторов стиля Нейдхарта литературоведы суммарно обозначают как «Псевдо-Нейдхарта». Именно Псевдо-Нейдхарту принадлежит текст популярной (вплоть до наших дней) песни Meienzît («Майская пора»), которая начинается с описания мирных сцен весны, но вскоре переходит к оскорблениям в адрес врагов автора, а также нескольких друзей и союзников, которые его «предали». При этом многочисленные подражатели Нейдхарта, скорее всего, подставляли свои новые стихи под его оригинальные мелодии (используя распространённый в то время принцип контрафактуры).

## Сочинения
Примечание. Одно и то же стихотворение Нейдхарта от одной рукописи к другой варьируется — не только орфографически, но и лексически. При отсутствии какого-либо единообразия современные издатели и музыканты-исполнители нередко предпочитают чтение одной конкретной рукописи, при этом избранный вариант может отличаться от нижеприведённого «основного» (как, например, в №2).

### Аутентичные (стихи и музыка)
1. Allez daz den sumer her mit vreuden was
2. Blôzen wir den anger ligen sâhen (Sô blôzen wir den anger nie gesâhen)
3. Dô der liebe summer
4. Ine gesach die heide
5. Kint, bereitet iuch der sliten ûf daz îs
6. Mirst von herzen leide
7. Nû klag ich die bluomen und die liehten sumerzît
8. Owê dirreШаблон:Typo help inline nôt
9. Owê dirre sumerzît
10. Owê, lieber sumer, dîne liehten tage lange
11. Owê, sumerzît
12. Si klagent, daz der winder
13. Sinc eyn gulden hoen / Пой, золотой петушок
14. Sumer, dîner süezen weter müezen wir uns ânen
15. Sumers und des winders beider vîentschaft
16. Sumer unde winder
17. Winder, dîniu meil

### Мелодии со стихами Псевдо-Нейдхарта
1. Der may gar wunnecleichen hat
2. Der may hat menig hercz hoch erstaigett
3. Der sumer kumpt mit reichem geuden
4. Der sumer kumpt mit reicher watt
5. Der sunnen glanst wenns von dem hymel scheinet
6. Der swarcze dorn
7. Der uil lieben sumer zeitt
8. Der wintter hat mit siben sachen vns verjagt
9. Die liechten tag beginnen aber trúben
10. Do man den gumpel gempel sank
11. Freut euch wolgemuten kindt
12. Ich muss aber clagen gar von schulden
13. Ich wen ein zagen
14. Ir schawet an den lenczen gut
15. Kinder ir habt einen wintter an der hanndt
16. Mann hórt nicht mer sússen schal
17. Meye dein / lichter schein
18. Meye dein wunnewerde zeit
19. May hat wúniglichen entprossen
20. Mayenzeit one neidt (Meienzit ane nit; Майская пора)
21. Nyemant soll sein trawren tragen lennger
22. Nun far hin uil vngetaner windter (фрагмент)
23. Nun hat der may wuniglichen beschonett
24. Owe winter / wie du hast beczwungen
25. Seytt die lieben summer tag
26. Swaz mir seneder swaere [то же, что Was mir sender swáre]
27. Tochter spynn den rocken
28. Töhterlîn, du solt die man niht minnen ("Blutton",
29. Uns ist komen eine liebe zeit
30. Urlaub hab der winter
31. Was mir sender swáre [то же, что Swaz mir seneder swaere]
32. Willekomen sumerweter süeze / Добро пожаловать, милое лето
33. Wilkumen des mayen schein
34. Winder wo ist nu dein kraft
35. Winter deiner kunfft der trawret sere
36. Winter dir zu laide
37. Winter nu ist dein zeit
38. Wir sollen vns aber freyen gein dem meyen
39. Wol dir liebe sumer zeitt
40. Wol geczieret stet der plan
41. Wolt ir hört ein news geschicht

## Издания сочинений
- Herr Neidhart diesen Reihen sang: die Texte und Melodien der Neidhartlieder mit Übersetzungen und Kommentaren, hrsg. v. Siegfried Beyschlag u. Horst Brunner. Göppingen: Kümmerle, 1989. xii, 480 S. ISBN 9783874527033.
- Neidhart-Lieder. Texte und Melodien sämtlicher Handschriften und Drucke, hrsg. v. U. Müller, I. Bennewitz, F.V. Spechtler. 3 Bde. Berlin; New York: W. De Gruyter, 2007. ISBN 9783110191363 (= Salzburger Neidhart-Edition):

Bd. 1. Neidhart-Lieder der Pergament-Handschriften mit ihrer Parallelüberlieferung.
Bd. 2. Neidhart-Lieder der Papier-Handschriften mit ihrer Parallelüberlieferung.
Bd. 3. Kommentare zur Überlieferung und Edition der Texte und Melodien in Band 1 und 2, Erläuterungen zur Überlieferung und Edition, Bibliographien, Diskographie, Verzeichnisse und Konkordanzen.

## Дискография
- Дискография Нейдхарта на medieval.org
- Argentum et aurum (Naxos, 2014)